# Nathan Hales
Nathan Grant Hales (16 de junho de 1996) é um atirador esportivo britânico.

## Carreira
Ele nasceu em Kent. Participou do Campeonato Mundial de Espingarda de 2019, onde conquistou o bronze por equipe na fossa olímpica.
No Campeonato Mundial de Espingarda de 2022, Hales conquistou uma vaga para os Jogos Olímpicos de 2024 quando ganhou a prata na fossa individual. Ele também ganhou a prata na fossa de pares mistos com Lucy Hall e o ouro da Equipe Masculina Sênior com Matthew Coward-Holley e Aaron Heading. Em 2023, ele venceu o evento de fossa masculina na etapa de Lonato da série da Copa do Mundo ISSF, onde quebrou o recorde mundial. Isso o qualificou para a final da Copa do Mundo em Doha, onde ganhou o bronze.
Nos Jogos Olímpicos de Verão de 2024, em Paris, conquistou a medalha de ouro na competição da fossa olímpica masculino.